# به رسمیت شناختن نسل‌کشی ارمنی‌ها

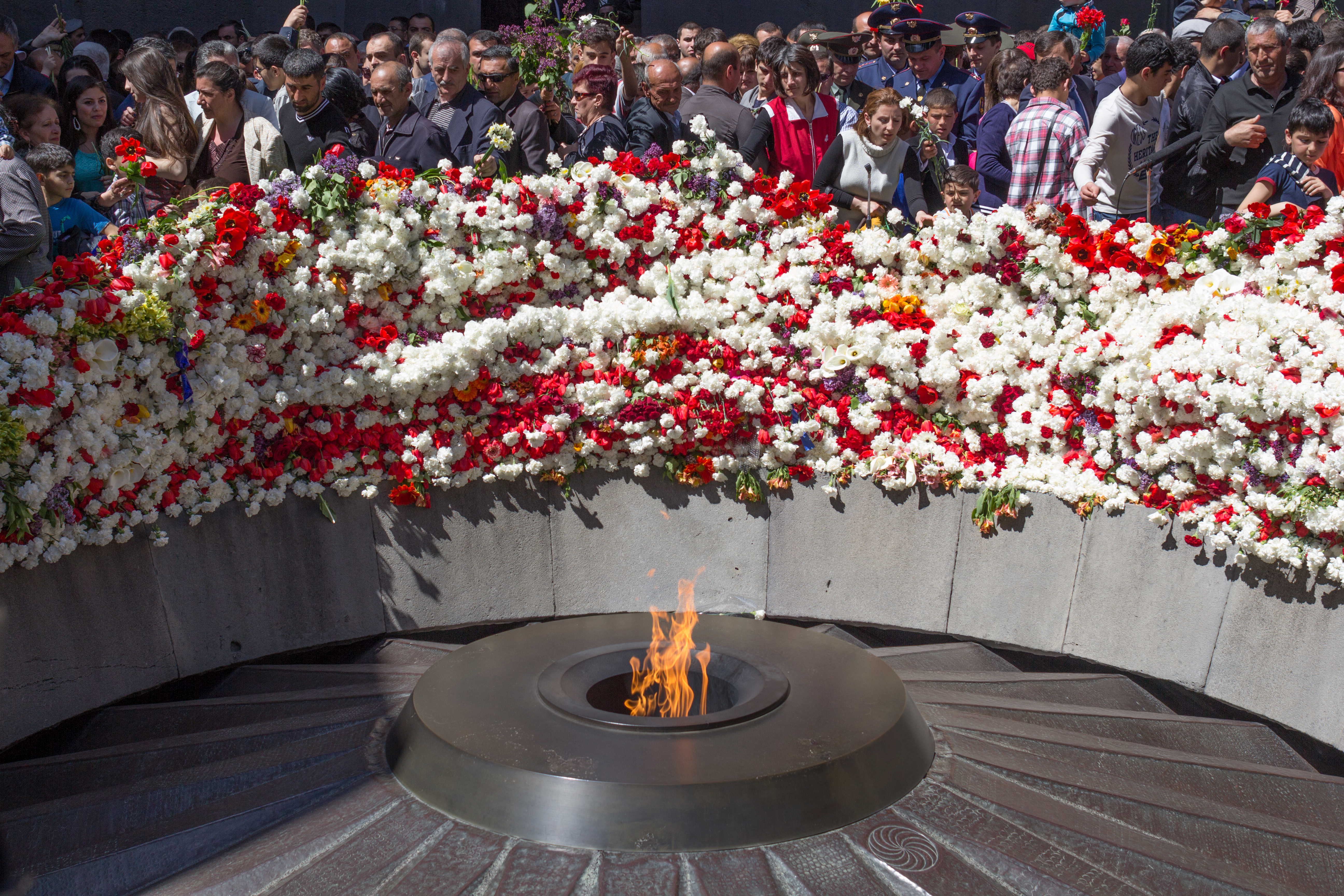
فروغ جاویدان در مرکز دوازده اسلب واقع در یادمان نسل‌کشی ارمنی‌ها در ایروان، ارمنستان

به رسمیت شناختن نسل‌کشی ارمنی‌ها (انگلیسی: Armenian genocide recognition) در واقع پذیرش رسمی آن است که نسل‌کشی سیستماتیک و تبعید اجباری ارمنی‌ها توسط امپراتوری عثمانی (ترکان جوان) در سال ۱۹۱۵ میلادی رخ داد و در طول جنگ جهانی اول تا ۱۹۲۳ ادامه یافت. از این واقعه به عنوان نسل‌کشی یاد می‌شود. اکثر مورخانی که خارج از کشور ترکیه به بررسی این واقعه پرداختند، اذیت و آزار عثمانی‌ها بر علیه ارمنیان را یک نسل‌کشی به حساب می‌آورند. با این وجود علی‌رغم به رسمیت شناخته شدن نسل‌کشی و کشتار ارمنیان در متون آکادمیک و دروس دانشگاهی و همچنین در جوامع مدنی، برخی از دولت‌ها به دلیل نگرانی‌های دیپلماتیک در مورد روابط این دولت‌ها با جمهوری ترکیه، در برابر اینکه رسماً این قتل‌ها را به عنوان نسل‌کشی تأیید کنند اجتناب کردند. اما از ۲۰۲۱، دولت‌ها و پارلمان‌های ۳۳ کشور - از جمله ایالات متحده آمریکا، آلمان، فرانسه، ایتالیا، کانادا، روسیه و برزیل - رسماً نسل‌کشی ارمنی‌ها را به رسمیت شناختند.